# Vườn quốc gia Myōkō-Togakushi Renzan
Vườn quốc gia Dãy núi Myōkō-Togakushi (妙高戸隠連山国立公園 Myōkō-Togakushi Renzan Kokuritsu Kōen) là một vườn quốc gia nằm ở hai tỉnh Niigata và Nagano, Nhật Bản. Được thành lập vào năm 2015 có diện tích 39.772 ha (98.280 mẫu Anh), đây là một phần trước đây của Vườn quốc gia Cao nguyên Jōshin'etsu. Về mặt hành chính, vườn quốc gia thuộc các đô thị Itoigawa và Myōkō, của tỉnh Niigata; Iizuna, Nagano, Otari và Shinano của tỉnh Nagano. Những địa điểm nổi bật của khu vực bao gồm các đỉnh núi Myōkō, Togakushi, Amakazari, Iizuna, Kurohime, Niigata-Yakeyama và Nojiri, hồ lớn thứ hai ở tỉnh Nagano.

## Lịch sử
Ngày 10 tháng 7 năm 1956, khu vực tự nhiên của Myōkō-Togakushi được mở rộng cho Vườn quốc gia Cao nguyên Jōshin'etsu. Đến ngày 20 tháng 1 năm 2015, Myōkō-Togakushi được chia tách trở thành vườn quốc gia riêng biệt có diện tích 39.772 hecta và chính thức được công bố vào ngày 27 tháng 3.